# Jinzō Matsumura
Jinzō Matsumura (Matsumura Jinzō (松村 任三?); Prefettura di Ibaraki, 14 febbraio 1856 – 4 maggio 1928) è stato un botanico giapponese.

## Biografia
Nacque da una famiglia di samurai. Da giovane ebbe un grande interesse per la botanica, dove la studiò per oltre 30 anni a Würzburg e Heidelberg. Nel 1883 fu professore ordinario di botanica presso l'Università di Tokyo e nel 1890 diventò professore e nel 1897 direttore degli orti botanici del luogo.

## Opere
Pubblicò molte importanti opere sulla flora del Giappone, tra cui: 
- Nomenclature of Japanese Plants in Latin, Japanese, and Chinese (1884)
- Names of Plants and their Products in English, Japanese, and Chinese (1892)
- Conspectus of Leguminosœ (1902)
- Index plantarum Japonicarum: Cryptogamœ (1904)
- Phanerogamœ (1905)
- Con Ito, Tentamen Florœ Lutchuensis (1899)
- Con Ito, Rivisio Alni Specierum Japonicarum (1902)
- Con Hayata, Enumeratio Plantarum in Insula Formosa Sponte Crescentium (1906)